# توم جونسون (لاعب كرة قاعدة أمريكي)
توم جونسون (بالإنجليزية: Tom Johnson)‏ هو لاعب كرة قاعدة أمريكي، ولد في 22 أبريل 1889 في بريان في الولايات المتحدة، وتوفي في 22 سبتمبر 1926 في شيكاغو في الولايات المتحدة.